# Peter van Norden
Peter van Norden (* 16. Dezember 1950 in New York City, New York) ist ein US-amerikanischer Schauspieler. 
Peter van Norden ist vor allem durch die Rolle des Vinnie Schtulman im Film Police Academy 2 – Jetzt geht’s erst richtig los bekannt.
Er spielte außerdem in den Filmen Angeklagt, Verfolgt bis in den Tod, Die Chaotenkneipe, Die Doppelgänger, Geschichten aus der Gruft und Der Klient. 1994 wirkte er in der US-Miniserie Stephen Kings The Stand – Das letzte Gefecht, einer Stephen-King-Verfilmung, mit.